# Cyanogymnomma coerulea
Cyanogymnomma coerulea är en tvåvingeart som beskrevs av Townsend 1927. Cyanogymnomma coerulea ingår i släktet Cyanogymnomma och familjen parasitflugor. Inga underarter finns listade i Catalogue of Life.